# Pseudoxenos louisianae
Pseudoxenos louisianae är en insektsart som först beskrevs av Pierce 1909.  Pseudoxenos louisianae ingår i släktet Pseudoxenos och familjen stekelvridvingar. Inga underarter finns listade i Catalogue of Life.